# Campeonato Africano de Atletismo de 2014 - 5000 m feminino
A prova dos 5000 metros feminino do Campeonato Africano de Atletismo de 2014 foi disputada no dia 11 de agosto de 2014 no Estádio de Marrakech  em Marrakech, no Marrocos. Participaram da prova 14 atletas. 

## Recordes
Antes desta competição, os recordes mundiais e do campeonato nesta prova eram os seguintes:
|                       | Nome            | Nacionalidade | Tempo      | Local      | Data                |
| --------------------- | --------------- | ------------- | ---------- | ---------- | ------------------- |
| Recorde mundial       | Tirunesh Dibaba | Etiópia       | 14m 11s 15 | Oslo       | 6 de junho de 2008  |
| Recorde do campeonato | Gladys Cherono  | Quênia        | 15m 40s 04 | Porto Novo | 28 de junho de 2012 |
| Recorde africano      | Tirunesh Dibaba | Etiópia       | 14m 11s 15 | Oslo       | 6 de junho de 2008  |

Os seguintes recordes foram estabelecidos durante esta competição:
| Data         | Evento | Atleta      | Nacionalidade | Tempo      | Notas                 |
| ------------ | ------ | ----------- | ------------- | ---------- | --------------------- |
| 11 de agosto | Final  | Almaz Ayana | Etiópia       | 15m 32s 72 | Recorde do campeonato |

## Medalhistas
| Ouro              | Prata                | Bronze            |
| Almaz Ayana (ETH) | Genzebe Dibaba (ETH) | Janeth Kisa (KEN) |

## Cronograma
Todos os horários são locais (UTC+1).
| Data         | Hora  | Evento |
| ------------ | ----- | ------ |
| 11 de agosto | 20:20 | Final  |

## Resultado final
| Posição           | Atleta                   | Nacionalidade      | Tempo    | Notas                 |
| ----------------- | ------------------------ | ------------------ | -------- | --------------------- |
| Medalha de ouro   | Almaz Ayana              | Etiópia            | 15:32.72 | Recorde do campeonato |
| Medalha de prata  | Genzebe Dibaba           | Etiópia            | 15:42.16 |                       |
| Medalha de bronze | Janeth Kisa              | Quênia             | 15:54.04 |                       |
| 4                 | Margaret Wangari         | Quênia             | 15:55.18 |                       |
| 5                 | Mercy Cherono            | Quênia             | 16:08.81 |                       |
| 6                 | Kidusan Alema            | Etiópia            | 16:59.28 |                       |
| 7                 | Nebyat Abraham           | Eritreia           | 17:15.20 |                       |
| 8                 | Elvanie Nimbona          | Burundi            | 17:23.12 |                       |
| 9                 | Elisabet Mabiala Nkengue | República do Congo | 19:46.19 |                       |
| 10                | Bibiro Ali Taher         | Chade              | 20:08.53 |                       |
| 10                | Sakat Lariba             | Gana               | DNF      |                       |
| 10                | Khadija Sammah           | Marrocos           | DNF      |                       |
| 10                | Stella Chesang           | Uganda             | DNF      |                       |
| 11                | Saïda El Mehdi           | Marrocos           | DNS      |                       |

Legenda
| Recorde mundial       | Recorde mundial (World record)               |                       | Recorde africano                      | Recorde africano (African) |                                           | Q | Classificado por posição (Qualified) |
| Recorde do campeonato | Recorde do campeonato (Championship record)  | Recorde da América    | Recorde da América (Americas)         | q                          | Classificado por melhor tempo (Qualified) |   |                                      |
| Melhor marca do ano   | Melhor marca do ano (World leading)          | Recorde asiático      | Recorde asiático (Asian)              | DNS                        | Não largou (Did not start)                |   |                                      |
| Recorde nacional      | Recorde nacional (National record)           | Recorde europeu       | Recorde europeu (European)            | DNF                        | Não terminou (Did not finish)             |   |                                      |
| Recorde pessoal       | Recorde pessoal do atleta (Personal best)    | Recorde da Oceania    | Recorde da Oceania (Oceania)          | DSQ / DQ                   | Desclassificado (Disqualified)            |   |                                      |
| Recorde da temporada  | Recorde da temporada do atleta (Season best) | Recorde sul-americano | Recorde sul-americano (South America) | NM                         | Sem marca (No mark)                       |   |                                      |